# Правила вживання апострофа в українській мові
Апостроф в українській мові вживається перед літерами я, ю, є, ї, коли вони позначають сполучення приголосного [й] з голосними [а], [у], [е], [і] та б, п, в, м, ф та р.

## Загальні випадки
Апостроф ставиться перед я, ю, є, ї:
1. Після літер, що позначають губні тверді приголосні звуки б, п, в, м, ф, якщо перед ними немає іншого приголосного (крім р), який належав би до кореня: солов'їний, сімʼя, мʼята, пʼятниця, звʼязати, пʼю, бʼється, вʼяз, мʼязи, імʼя, Вʼячеслав, Стефʼюк; вербʼя, верфʼю, торфʼяний, червʼяк. Але: свято, морквяний, мавпячий, цвях. Якщо приголосний, що стоїть перед губним, належить до префікса, то апостроф теж ставиться: звʼязок, підвʼялити, обмʼяклий, розвʼючувати.
2. Після твердого р у кінці складу: подвірʼя, сузірʼя, на узгірʼї, з матірʼю, курʼєр, пірʼїна. Якщо ря, рю, рє позначають сполучення м'якого [р'] із голосними а, у, е ([р'а], [р'у], [р'е]), то апостроф не пишеться: рясний, Рябко, буря, рюмсати, Рєпін.
3. Після будь-якого твердого приголосного, яким закінчується префікс або перша частина складних слів: безʼязикий, відʼєднати, зʼясувати, надʼїдений, надʼярусний, розʼятрити, розʼюшений; дитʼясла, панʼєвропейський.
4. Після к у словах Лукʼян, і похідних від нього: Лукʼяненко, Лукʼянчук, Лукʼянчик, Лукʼянівка тощо.

Апостроф не ставиться:
1. Після б, п, в, м, ф, що позначають тверді губні звуки, якщо перед ними стоїть інша, крім р, літера на позначення кореневого приголосного звука: Святослав, святковий, тьмяний, морквяний, медвяний (але: торфʼяний, червʼяк, вербʼя).
2. Після літери р, що позначає м'який приголосний на початку слова чи в середині складу: порятунок, рясний, гарячий, буряк.
3. У словах іншомовного походження у злитній вимові: резюме

### Слова іншомовного походження
Апостроф у словах іншомовного походження та похідних від них пишеться перед я, ю, є, ї:
1. а) Після приголосних б, п, в, м, ф, г, к, х, ж, ч, ш, р: б'єф, комп'ютер, пʼєдестал, інтервʼю, премʼєр, торфʼяний, кʼянті, мишʼяк, карʼєра; Пʼємонт, Пʼяченца, Ривʼєра, Акʼяб, Іхʼямас; Барбʼє, Бʼєрнсон, Бʼюкенен, Женевʼєва, Фʼєзоле, Монтескʼє, Ружʼє, Фурʼє.

б) Після кінцевого приголосного в префіксах: адʼюнкт, адʼютант, інʼєкція, конʼюнктура.

Апостроф не пишеться:
1. Коли я, ю позначають пом'якшення попереднього приголосного перед а, у: бязь, бюджет, бюро, пюпітр, мюрид, фюзеляж, кювет, рюкзак, рюш, Барбюс, Бюффон, Вюртемберг, Мюллер, Гюго, Рюдберг.
2. Винятки: адʼютант, конʼюнктивіт, конʼюнктура, інʼєкція.

## Апостроф у прізвищах
Апостроф пишеться після губних, задньоязикових і р перед я, ю, є, ї: Алябʼєв, Арефʼєв, Водопʼянов, Вʼяльцева, Григорʼєв, Захарʼїн, Лубʼянцев, Лукʼянов, Помʼяловський, Прокофʼєв, Юрʼєв; перед йо апостроф не пишеться: Воробйов, Соловйов.
Примітка. Коли я, ю означають сполучення пом'якшеного приголосного з а, у, то апостроф перед ними не пишеться: Бядуля, Пясецький, Рюмін.
Скорочена частка д та ірландська частка о пишуться з власними іменами через апостроф: ДʼАламбер, ДʼАртаньян, ДʼОбіньє; ОʼГенрі, ОʼКейсі, ОʼКоннейль.

## Апостроф у географічних назвах
Апостроф пишеться в географічних назвах після губних (м, п, б, ф, в), задньоязикових (ґ, к, х) і р, а також після префіксів, що закінчуються приголосним, перед я, ю, є, ї: Вʼязники, Демʼянськ, Прокопʼєвськ, Пʼятигорськ, Акʼяр, Амударʼя, Гурʼєв; перед йо апостроф не пишеться: Муравйово.
Примітка. Коли я, ю означають сполучення пом'якшеного приголосного з а, у, то апостроф перед ними не пишеться: Вязьма, Кяхта, Крюково, Рязань.